# Gainax
Gainax Co., Ltd (株式会社ガイナックス Kabushiki-gaisha Gainakkusu?) fue un estudio de animación japonés famoso por producciones como Gunbuster, Royal Space Force, Fushigi no Umi no Nadia, Mahoromatic, Medaka Box, FLCL, y su gran obra Neon Genesis Evangelion, así como Kare Kano, Tengen Toppa Gurren Lagann y Panty & Stocking with Garterbelt.
Gainax obtuvo un enorme éxito crítico y comercial por estas producciones, convirtiéndose en uno de los estudios de anime más conocidos de Japón. Fundado y dirigido por Toshio Okada, Gainax recibió premios por Fushigi no Umi no Nadia, Neon Genesis Evangelion y The End of Evangelion.
El 7 de junio de 2024 anuncian públicamente su cierre por una bancarrota, solicitada el 29 de mayo del mismo año.

## Historia

### Década de 1980
El estudio Gainax fue formado a principios de los años 1980 por los universitarios Toshio Okada, Yasuhiro Takeda, Hideaki Anno, Yoshiyuki Sadamoto, Takami Akai y Shinji Higuchi bajo el nombre de Daicon Film. Su primer proyecto fue la producción de un corto animado de 5 minutos para la XX Convención Anual Nacional Japonesa de Ciencia Ficción, también conocido como Daicon III, que se celebró en 1981 en Osaka (Japón).
El corto trata sobre una niña que lucha contra toda clase de monstruos, robots y naves espaciales de las series televisivas de ciencia ficción producidas hasta entonces (Ultraman, Star Trek, La Guerra de las Galaxias y Godzilla, entre muchas otras) hasta que llega a una llanura desértica y vierte un vaso de agua sobre un rábano daikon, que crece inmediatamente hasta convertirse en una nave espacial gigantesca, a la cual asciende. Aunque este corto animado fue ambicioso, la calidad de la animación fue mediocre.
Gainax caló mucho más hondo en la XXII Convención Anual Nacional Japonesa de Ciencia Ficción, Daicon IV, en 1983. En esta ocasión, el corto era una recapitulación del corto original aunque con una mejor calidad de animación; tras lo cual mostró a la protagonista ya adulta, llevando un vestido de conejita de Playboy y luchando contra una aún mayor variedad de criaturas de toda clase de películas y novelas del género mientras navega por el cielo subida a una espada Stormbringer. La música de acompañamiento era la canción Twilight del grupo Electric Light Orchestra.
El cortometraje Daicon IV estableció firmemente a Daicon Film como un nuevo estudio de animación talentoso (aunque pequeño y con sólo 20 millones de yenes o alrededor de US$200.000).
En 1987, Bandai les pidió que dirigieran y produjeran un largometraje, Royal Space Force: The Wings of Honnêamise. Dada la importancia del proyecto, abandonaron Daicon y General Products, y en diciembre de 1984 fundaron un estudio de animación llamado Gainax. Con su primer trabajo como entidad comercial, publicado en 1987, Honneamise fue (y sigue siendo) aclamada por la crítica y una película de anime clásica; sin embargo, tuvo una reacción comercial tibia, del cual Gainax intentó desarrollar una secuela más tarde en marzo de 1992, antes de abandonarla por falta de fondos.
El estudio posteriormente se centra en la producción de OVAs. Al año siguiente, el estudio produjo una serie de 6 OVAs, Top wo nerae! Gunbuster, que le permitieron ganar el reconocimiento de la prensa especializada. Dirigida por Hideaki Anno, esta serie innova añadiendo un toque de erotismo, muy raro en la época en los animes, que se traduce notablemente en una atención muy particular a la animación de los senos (el Gainax Bounce).
Durante este período, Gainax también produjo una serie de artículos como kits de garaje y videojuegos para adultos (una importante fuente de ingresos que mantenía a Gainax a flote en ocasiones, aunque a veces estaban prohibidos). Gainax también se asoció con otros grupos para crear varias obras, como un vídeo promocional en 1987 para la canción «Marionette» de Boøwy y las muñecas de moda «Gainax Girls» de 2006 basadas en Momoko, creadas en colaboración con una muñeca de moda japonesa. Gainax también colaboró con Game Arts en 1992, resultando en el videojuego Alisia Dragoon.

### Década de 1990
En 1990, Hideaki Anno produjo una nueva serie, Fushigi no Umi no Nadia en NHK, que también fue un gran éxito. La serie incluso ganó el prestigioso premio de la revista Animage en 1990. Al año siguiente, el estudio produjo una serie de dos OVAs, Otaku no Video, que mezcla secuencias de animación y entrevistas (falsas) con antiguos otakus (mayormente miembros de Gainax en ese momento).
En 1992, Shōji Murahama, Mahiro Maeda, Hiroshi Yamaguchi y Shinji Higuchi dejaron Gainax para fundar el estudio Gonzo.
Después de un largo período de depresión, Hideaki Anno vuelve a dirigir con Neon Genesis Evangelion en 1995. Esta serie de 26 episodios sería un gran éxito tanto en Japón como en Occidente, logrando la producción de dos películas estrenadas en 1997. Gainax también produce una serie de juegos de ordenador, incluyendo un juego de strip mahjong con personajes de Evangelion y Princess Maker (más tarde adaptada como Pucha Puri Yūshi).
Luego del gran éxito con Neon Genesis Evangelion y sus películas, Gainax incursionó en la adaptación de un manga a anime en 1998, fue el caso de Kare Kano, la obra de Masami Tsuda. Dirigida por Hideaki Anno, hizo uso de diferentes técnicas de animación como diálogos sobre la animación, escenas icónicas, bocetos de producción, tomas de ubicaciones de la vida real, imágenes repetidas, uso de versiones de animación de los paneles de manga (utilizado también en FLCL) o simplemente imprimir las líneas del diálogo que se habla sobre las pantallas estáticas (otro recurso utilizado por Anno en el anime Evangelion).

### Década de 2000

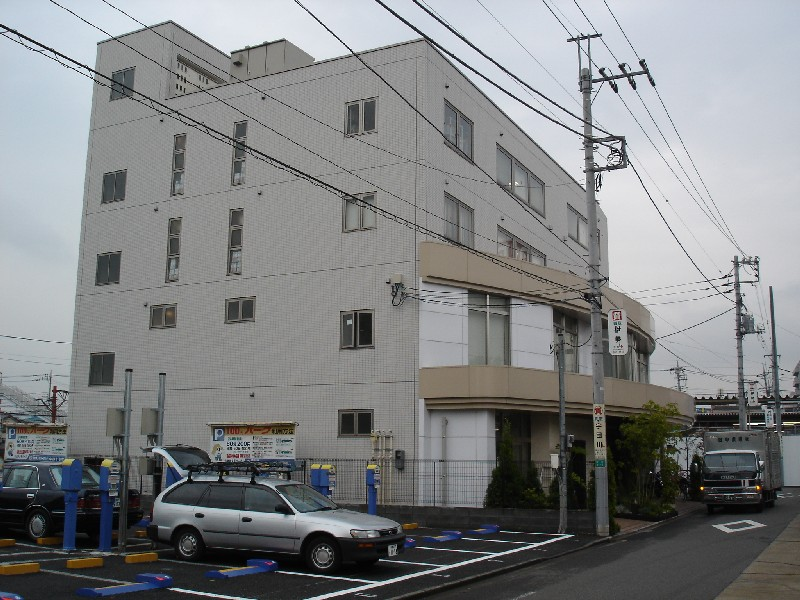
Oficinas de Gainax en Koganei, Tokio, hacia 2004. El estudio desde entonces se trasladó a una modesta premisa de dos pisos, también en Koganei, antes de mudarse de nuevo a otro edificio.

En los albores de los años 2000, el estudio vuelve a concentrarse en producciones un poco más fuera de lo común. Después de Oruchuban Ebichu en 1999, el estudio colabora en 2000 con Production I.G en FLCL. En 2002, Gainax colaboró con Madhouse en Abenobashi Mahō☆Shōtengai. Luego llegó un período de estancamiento para el estudio, ya que ninguna de sus producciones lograba romper el cerco logrado en años pasados.
En 2004, Gainax celebró su vigésimo aniversario con la producción de Diebuster (Gunbuster 2), la secuela de Gunbuster. En 2006, Hideaki Anno, que era director, se retira de la empresa. En septiembre del mismo año establece el estudio Khara, donde Kazuya Tsurumaki y otros animadores se transferirían a la compañía.
En 2007, la serie Tengen Toppa Gurren-Lagann se convirtió en un gran éxito dentro de Japón, lo que permitió que el estudio mejorara nuevamente.

### Década de 2010
En 2010 establece Kichijōji Tron como subdivisión para la realización de animaciones en CG. En enero de 2011 se traslada de Koganei a Mitaka.
En agosto de 2011, Gainax fue demandado por A.D. Vision, que afirmó que la negativa de Gainax a aceptar el pago de una opción por los derechos perpetuos de acción en vivo de Evangelion fue un incumplimiento de contrato y había resultado en la pérdida de una oportunidad de producir la película con un estudio importante. A.D. Visión ha solicitado que se le otorguen los derechos de acción en vivo de Evangelion y los honorarios legales que se acumulen. En agosto de ese mismo año se retiran Hiroyuki Imaishi y Masahiko Ohtsuka para fundar el estudio Trigger. Posteriormente también se retiran Kikuko Sadakata, Satoshi Yamaguchi, Atsushi Nishigori y Yasushi Kamimura.
En 2012, Gainax anunció la producción su primera serie de televisión en vivo, EA's Rock, con el director Nobuhiro Yamashita.
En la Tokyo Anime Fair de 2013, Gainax anunció que realizaría una película de Blue Uru con Hiroyuki Yamaga como director y guionista, y Yoshiyuki Sadamoto como diseñador de personajes. Este mismo año sale la productora Naoko Shiraishi para fundar el estudio Millepensee.
En marzo de 2015, se inauguró un nuevo estudio (Fukushima Gainax) y un museo en Miharu, Fukushima. El nuevo estudio aceptaría trabajos del extranjero.
En 2016 Yamaga señaló que Gainax no tiene vínculos de capital con las compañías de tiendas creadas en ese mismo año, que llevan por nombre Yonago Gainax, Fukushima Gainax y Gainax West, junto a otras compañías en Kioto y Niigata. Ese mismo año se mudó de Mitaka a Musashino y el estudio a Koganei nuevamente.
En diciembre de 2016, Khara demandó a Gainax por más de cien millones de yenes por retrasar pagos. Khara y Gainax tenían un acuerdo según el cual Khara tenía derecho a ingresos que Gainax recibía por trabajos y pertenencias en los que Hideaki Anno hubiera estado involucrado. Sumado a que Khara hizo un préstamo de 100 millones de yenes en agosto de 2014, que todavía no le habían sido devueltos. El juicio falló a favor de Khara en junio de 2017.
Durante la Japan Expo de Francia de 2017, Gainax anunció una trilogía de películas llamada The Zero Century, basadas en el universo de Leiji Matsumoto, producidas de forma conjunta por Gainax y Production GoodBook. Las películas que compondrán la trilogía se llamarán The zero century: Emeraldas, fechada para el año 2020, The zero century: Herlock, fechada para el 2023, y The zero century: Maetel, fechada para el año 2026. Las películas estarán dirigidas por Hiroyuki Yamaga, el diseño de personajes estará realizado por Yoshiyuki Sadamoto y la dirección artística recaerá sobre Toshihisa Kaiya.
Hiroyuki Yamaga permaneció como presidente de Gainax hasta octubre de 2019, siendo reemplazado por Tomohiro Maki, pero este fue arrestado por cometer una agresión sexual en diciembre del mismo año, desde entonces el estudio es presidido por Yasuhiro Kamimura.
En 2018, Gainax vende los derechos de sus próximos proyectos Uru in Blue, Top wo Nerae! 3 y Akubi wo Suru ni wa Wake ga Aru al estudio Gaina, empresa anteriormente llamada «Fukushina Gainax» y que fue adquirida por el grupo Kinoshita.

### Bancarrota
Luego de continuos problemas económicos el 7 de junio de 2024, el estudio de animación anuncia su bancarrota, los derechos de Gainax serán gestionados por la empresa Khara inc.

## Identificativo
El nombre del estudio proviene de un dialecto japonés, unpaku hōgen, que se habla en las prefecturas de Shimane y Tottori. En este dialecto, «Gaina» significa «enorme» o «magnífico». Se desconoce el motivo de añadir la x al final. La mascota del estudio Gainax es una versión SD de Ritsuko Akagi, un personaje de Neon Genesis Evangelion.

### Trato con fanes
Desde que Gainax se originó como un grupo de fanáticos, ha mantenido lazos con la comunidad de fanes en general, permitiendo dōjinshi de sus trabajos, figuras de acción hechas por fanáticos, promoviendo series como Evangelion en festivales privados, y así sucesivamente.
El término «Gainaxing» ha sido acuñado por los fanes para describir el rebotar exagerado de los pechos de un personaje femenino. Del mismo modo, el término «Gainax ending» se ha utilizado en referencia a varias producciones de Gainax para describir un final de una obra surrealista, o que parece salir de la nada y resolver poco.

## Producciones

### Anime
| Título                                                       | Año de estreno | Nota                                  |
| ------------------------------------------------------------ | -------------- | ------------------------------------- |
| Komatsu Sakyo Anime Gekijou                                  | 1989           | Coproducción con AIC                  |
| Fushigi no Umi no Nadia                                      | 1990           | Coproducción con Group TAC            |
| Neon Genesis Evangelion                                      | 1995           | Coproducción con Tatsunoko Production |
| Kare Kano                                                    | 1998           | Coproducción con J.C.Staff            |
| Oruchuban Ebichu                                             | 1999           | Coproducción con Group TAC            |
| Koume-chan ga Iku!                                           | 1999           | Coproducción con Group TAC            |
| Ai no Wakakusa Yama Monogatari                               | 1999           | Coproducción con Group TAC            |
| Mahoromatic                                                  | 2001           | Coproducción con Shaft                |
| Abenobashi Mahō☆Shōtengai                                    | 2002           | Coproducción con Madhouse             |
| Mahoromatic ~Something More Beautiful~                       | 2002           | Coproducción con Shaft                |
| Petite Princess Yucie                                        | 2002           | Coproducción con AIC                  |
| Kono Minikuku mo Utsukushii Sekai                            | 2004           | Coproducción con Shaft                |
| Melody of Oblivion                                           | 2004           | Coproducción con J.C.Staff            |
| Kore ga Watashi no Goshūjin-sama                             | 2005           | Coproducción con Shaft                |
| Tengen Toppa Gurren-Lagann                                   | 2007           |                                       |
| Shikabane Hime                                               | 2008           | Coproducción con Feel                 |
| Hanamaru Yōchien                                             | 2010           |                                       |
| Panty & Stocking with Garterbelt                             | 2010           |                                       |
| Dantalian no Shoka                                           | 2011           |                                       |
| Medaka Box                                                   | 2012           |                                       |
| Medaka Box Abnormal                                          | 2012           |                                       |
| Backstage Idol Story                                         | 2012           | Coproducción con Kichijoji Tron       |
| Tokurei Sochi Dantai Stella Jo-Gakuin Kōtō-ka Shīkyūbu C³-bu | 2013           |                                       |
| Mahou Shoujo Taisen                                          | 2014           |                                       |
| Hōkago no Pleiades                                           | 2015           |                                       |
| Omoi no Kakera                                               | 2016           | Especial; Fukushima Gainax            |

### OVA
| Título                              | Año de estreno | Episodios | Nota                                                    |
| ----------------------------------- | -------------- | --------- | ------------------------------------------------------- |
| The Chocolate Panic Picture Show    | 1985           | 1         | Coproducción con Barque/Studio-2B Productions           |
| Appleseed                           | 1988           | 1         | Coproducción con Bandai Visual y AIC                    |
| Top wo nerae! Gunbuster             | 1988           | 6         | Coproducción con Studio Fantasia                        |
| Beat Shot!!                         | 1989           | 1         |                                                         |
| Mahjong Hishō-den: Naki no Ryū      | 1990           | 3         |                                                         |
| Circuit no Ookami II: Modena no Ken | 1990           | 1         |                                                         |
| Otaku no Video                      | 1991           | 2         | Coproducción con Studio Fantasia                        |
| Blazing Transfer Student            | 1991           | 2         | Coproducción con Studio Fantasia                        |
| Money Wars                          | 1991           | 1         |                                                         |
| K.O. Beast                          | 1992           | 7         | Coproducción con Animate Film y Radix Ace Entertainment |
| Casshan: Robot Hunter               | 1993           | 4         | Coproducción con Tatsunoko Productions                  |
| Debutante Detective Corps           | 1996           | 1         | Coproducción con Studio 4°C/FAI                         |
| Irīna no sekai                      | 2001           | 24        | Coproducción con Runtime-Error                          |
| FLCL                                | 2000           | 6         | Coproducción con Production I.G                         |
| Anime Tenchu                        | 2002           | 1         | Coproducción con Animate Film                           |
| Submarine 707R                      | 2003           | 2         | Coproducción con Group TAC                              |
| Re: Cutey Honey                     | 2004           | 3         | Coproducción con Toei Animation                         |
| Gunbuster 2                         | 2004           | 6         |                                                         |
| Wish Upon the Pleiades              | 2011           | 4         | ONA                                                     |
| Bridge for Future                   | 2015           | 6         | ONA                                                     |

### Películas
| Título                                         | Año de estreno | Nota                                                      |
| ---------------------------------------------- | -------------- | --------------------------------------------------------- |
| Ouritsu Uchuugun: Honneamise no Tsubasa        | 1987           |                                                           |
| Nadia: The Movie                               | 1991           |                                                           |
| Neon Genesis Evangelion: Death & Rebirth       | 1997           | Coproducción con Production I.G                           |
| Neon Genesis Evangelion: The End of Evangelion | 1997           | Coproducción con Production I.G                           |
| Wonderful Days                                 | 2003           | Producción y distribución de versiones en doblaje japonés |
| Cutey Honey: La Película                       | 2004           | Opening Animado                                           |
| Top wo Nerae! & Top wo Nerae 2! Gattai Movie!! | 2006           |                                                           |
| Tengen Toppa Gurren Lagann Movie: Gurren-hen   | 2008           |                                                           |
| Tengen Toppa Gurren Lagann Movie: Lagann-hen   | 2009           |                                                           |
| Zero Century                                   |                |                                                           |

## Demandas

### Fraude contable porEvangelion
En 1995, Gainax produjo quizás su serie más conocida, la comercialmente exitosa y críticamente elogiada Neon Genesis Evangelion. Sin embargo, a raíz del éxito de Evangelion, Gainax fue auditado por la Agencia Tributaria Nacional a instancias de la Oficina Regional de Impuestos de Tokio por sospecha de cometer evasión de impuestos sobre las enormes ganancias acumuladas de varias propiedades de Evangelion. Más tarde se reveló que Gainax había ocultado 1.560.000 millones de yenes de ingresos (por lo tanto, al no pagar 560 millones de yenes adeudados en impuestos corporativos) que había ganado entre el estreno de Evangelion hasta julio de 1997, al pagar a empresas estrechamente relacionadas varias tasas importantes, aparentemente para pagar los gastos de animación, pero luego retirar inmediatamente el 90% de las sumas de las cuentas de la otra empresa como efectivo y guardarlo en cajas de seguridad (dejando el 10% como recompensa por la ayuda de la otra empresa).
El entonces presidente de Gainax, Takeshi Sawamura, y el contador de impuestos Yoshikatsu Iwasaki fueron arrestados el 13 de julio de 1999 y luego encarcelados por fraude contable. Yasuhiro Takeda defendió más tarde las acciones de Sawamura como una reacción a las finanzas perpetuamente precarias de Gainax y a los procedimientos contables inestables internamente.

### Hideaki Anno y Khara
En diciembre de 2016, el estudio recibe una demanda de Hideaki Anno y estudio Khara, por una demanda por más de cien millones de yenes (US$ 899.000). De acuerdo a la demanda, por contrato Gainax debía pagarle a Khara por los proyectos donde trabajó Hideaki Anno, sumado a un préstamo que este último realizó a Gainax.
Según una empresa privada de investigación crediticia citada por el Mainichi Shimbun, Gainax tuvo un ingreso de 240 millones de yenes (aproximadamente US$2,10 millones) durante el período que terminó en julio de 2016, una décima parte de lo que ganaba en 2011.
Después de que Khara interpusiera la demanda, el presidente de Gainax, Hiroyuki Yamaga, publicó una disculpa en el sitio web de Gainax con respecto a las noticias en diciembre a todas las partes implicadas por causar preocupación. Afirmó que la empresa estaba en vías de reestructuración, pero que el plan era volver a situar la producción del proyecto en el centro de su actividad empresarial. Pidió el apoyo de las partes involucradas para que puedan continuar haciendo que la gente de animación se enamore.
En junio de 2017, un juez de Tachikawa del Tribunal de Distrito de Tokio aceptó la demanda por pagos atrasados de regalías sobre obras y propiedades al estudio Khara. Según la solicitud presentada, Khara y Gainax tenían un acuerdo de que Khara ganaría regalías por los ingresos que recibía de Gainax por las obras y propiedades en las que habían trabajado el fundador de Khara y cofundador de Gainax, Hideaki Anno. Se alegó que Gainax había retrasado el pago de estas regalías, e incurrió en una gran deuda con Khara por un préstamo de 100 millones de yenes en agosto de 2014, al no recibir el reembolso por esa cantidad.